# Мануель Антоніо де Варона
Мануель Антоніо де Варона-і-Лоредо (ісп. Manuel Antonio de Varona y Loredo; 25 листопада 1908 — 29 жовтня 1992) — кубинський політик, сьомий прем'єр-міністр Куби.
Після відставки з посади прем'єр-міністра обіймав посаду голови Сенату (1950—1952). 1960 року через опозицію до комуністичного режиму Кастро був змушений виїхати з країни та вирушив до Сполучених Штатів, де провів решту життя. В еміграції був членом Кубинської революційної ради (1961—1964).